# Aleksjanie
Zgromadzenie Braci Aleksjanów – Aleksjanie, Bracia Aleksjanie lub Cellici, Lollardzi. Zgromadzenie laickie założone przez braci zakonnych w XII wieku na terenach dolnego Renu. Zakonnicy żyją według reguły św. Augustyna, skupiają się na pomocy ubogim, chorym i umierającym. Prowadzą szpitale, kliniki specjalistyczne, ośrodki opiekuńcze dla niepełnosprawnych, domy starości, hospicja, ośrodki dla osób zakażonych wirusem HIV. Zakon złożony jest z braci zakonnych, jednak na drodze wyjątku członkowie mogą przyjąć święcenia diakonatu lub święcenia kapłańskie.

## Historia
Od początku istnienia zakonu bracia opiekowali się chorymi, ubogimi, chowali zmarłych. Pierwsze wspólnoty powstały w Mechelen, w księstwie Brabancji (dzisiejsza Belgia) w pierwszej połowie XIV wieku. Na szeroką skale uaktywnili się w 1346 roku podczas epidemii dżumy. Bracia pozostali wśród chorych, niosąc im pomoc, a także zmarłym przygotowując pochówek. Z tego okresu pochodzi również ich pseudonim cellici (łac. cella - komórka, a więc także i część grobu). Wtedy też wybrali na swojego patrona św. Aleksego Bożego – patrona chorych, od którego imienia przyjęli oficjalną nazwę. Nazywani byli również lollardami od staroniemieckiego słowa lollon co oznacza śpiewać cicho. Kojarzono ich z cichym śpiewem swoich pieśni za zmarłych. W rezultacie byli często myleni z lollardami – ruchem plebejsko - religijnym sprzeciwiającym się jawnie działalności Kościoła. Prześladowania zakonników były tak poważne, że papież Grzegorz XI zmuszony był wydać bullę Ad Audientiam Nostram z 2 grudnia 1377 roku. Kierował ją przede wszystkim do biskupów niemieckich z Kolonii, Trewiru i Moguncji. Zakazał prześladowań aleksjanów i narzucił karę dla prześladowców. Podobne bulle wydał papież Bonifacy IX 7 stycznia 1396 roku, papież Eugeniusz IV w dniu 12 maja 1431, następnie papież Mikołaj V i papież Pius II. W 1469, dom zakonny w Aix-la-Chapelle wyraził prośbę do Louisa de Bourbona, księcia-biskupa Liège o podniesienie tego domu do rangi klasztoru Zakonu Świętego Augustyna. Wniosek został rozpatrzony pozytywnie i w 1472 roku, wspólnoty braci których łączył jeden wspólny cel, zostały uznane przez papieża jako zgromadzenie zakonne. w tym samym roku przyjęto regułę św. Augustyna. W tym okresie, powstają cztery prowincje zakonu: w Górnej i Środkowej Nadrenii, Flandrii i Brabancji. Kierowane są przez komisarzy lub prowincjałów, wybranych spośród członków innego zakonu, a nad niektórymi klasztorami władzę sprawował miejscowy biskup. Rewolucja francuska znacznie osłabiła strukturę zakonu. Braci zostali zmuszeni do życia świeckiego, w klasztorze w Akwizgranie zostało tylko 3 aktywnych członków. w 1854 roku brat Dominic Brock przeprowadził reformę zgromadzenia. Liczba braci wzrosła, powstały nowe domy zakonne w Niemczech oraz poza jego granicami. W 1866 powstał klasztor w USA. Od 1870 roku aleksjanie podlegają Stolicy Apostolskiej. Na początku XX wieku aleksjanie mieli cztery szpitale w Stanach Zjednoczonych. Pierwszy powstał w Chicago w 1866 roku (zniszczony w wyniku pożaru 9 października 1871 roku, odbudowany w roku następnym). Drugi, wzniesiony w Saint Louis w 1869 roku szpital dla obłąkanych, ze schorzeniami układu nerwowego. Trzeci w Oshkosh w Wisconsin, zbudowany w roku 1880. Czwarty został zbudowany w Elizabeth. Biskup Herbert Vaughan z Salford w Anglii (później kardynał), zwrócił się do aleksjanów z prośbą przejęcia szpitala i nowego domu w jego diecezji co doprowadziło do ustanowienia nowej filii zakonu w 1884 roku. Rok później, bracia otworzyli nowicjat w Wielkiej Brytanii w klasztorze Najświętszej Maryi Panny w Newton Heath. Następnie przeniesiono go do Twyford Abbey w pobliżu Ealing.

## Zakon obecnie
Obecnie szpitale i kliniki aleksjanów znajdują się w Chicago (Elk Grove, Illinois), Hoffman Estates (szpital psychiatryczny św. Aleksego i Centrum Medyczne), Missouri, Tennessee i Wisconsin. Inne zostały zamknięte lub sprzedane. Zakon prowadzi szpitale, domy opieki dla osób starszych, ośrodki pomocy chorym na AIDS w Stanach Zjednoczonych, w Indiach, na Filipinach i na Węgrzech. W Londynie, Manchesterze, Dublinie i Limerick znajdują się domy pomocy dla starszych i niepełnosprawnych oraz punkty wsparcia dla osób cierpiących na choroby psychiczne. Niemiecki oddział posiada domy w Akwizgranie, Krefeld, Malseneck, Münster i Twistringen. W Belgii mają ośrodki w Boechout, Tienen, Grimbergen i Henri-Chapelle, gdzie świadczone są usługi psychiatryczne.
Na czele zakonu stoi rektor generalny z tytułem pater, rezydujący od II wojny światowej w Signal Mountain (stan Tennessee). Na początku lat 70. zakon liczył 450 członków w 22 domach. W Polsce zakon jest nieobecny.

## Strój zakonny
Czarny habit przepasany skórzanym paskiem i czarny szkaplerz. Na szyi biała koloratka po zewnętrznej stronie habitu, przedzielona na przodzie. Na Filipinach i w Indiach habit ze szkaplerzem białe. Nowicjusze noszą taki sam habit ale bez zewnętrznego szkaplerza.